# Opharus muricolor
Opharus muricolor är en fjärilsart som beskrevs av Dyar 1898. Opharus muricolor ingår i släktet Opharus och familjen björnspinnare. Inga underarter finns listade i Catalogue of Life.